# 別所沼通り
別所沼通り（べっしょぬまとおり）は埼玉県さいたま市南区別所にある別所沼公園の南側で埼玉県道40号さいたま東村山線（志木街道）から分岐し、同市桜区西堀の国道17号新大宮バイパスに至る市道の愛称。

## 通過する自治体
- 埼玉県
  - さいたま市（南区、桜区）

## 交差する道路
| 交差する道路                             | 交差点名 | 所在地     | 所在地 |
| ---------------------------------------- | -------- | ---------- | ------ |
| 埼玉県道40号さいたま東村山線（志木街道） |          | さいたま市 | 南区   |
| 埼玉県道165号大谷本郷さいたま線          |          | さいたま市 | 桜区   |

## 交差する鉄道・河川
- 武蔵野線大宮支線（貨物列車のほかに定期旅客列車では「むさしの号」と「しもうさ号」が通る）
- 鴻沼川
- 東北新幹線・埼京線

## 沿線の主な施設
- 別所沼公園
- 浦和鹿手袋郵便局
- 浦和西堀郵便局
- 埼玉県立浦和工業高等学校